# Velebrdo
Velebrdo (makedonsky: Велебрдо) je vesnice v Severní Makedonii. Nachází se v opštině Mavrovo a Rostuša, která je součástí Položského regionu. Leží na svahu hory Dešat a 2 km od řeky Radika. Vesnice leží na relativně rovném terénu na hoře (брдо) a nabízí krásné panaromatické výhledy na pohoří a údolí řeky Radika. 

## Demografie
Velebrdo je tradičně osídleno pravoslavnými a muslimskými Makedonci (Torbeš). 
Podle sčítání lidu v roce 2002 žije ve vesnici 750 obyvatel. Etnickými skupinami jsou:
- Makedonci – 609
- Turci – 132
- Albánci – 6
- ostatní – 3